# Canthocamptus idahoensis
Canthocamptus idahoensis is een eenoogkreeftjessoort uit de familie van de Canthocamptidae. De wetenschappelijke naam van de soort is voor het eerst geldig gepubliceerd in 1903 door Marsh.